# Eremedaille voor Kunst en Wetenschap
De Eremedaille voor Kunst en Wetenschap is een onderscheiding die van 1905 tot 1969 in de graden zilver en goud verbonden was aan de Huisorde van Oranje en sindsdien los van deze Huisorde verder bestaat in een enkele graad: Goud.
Deze onderscheiding is geen Nederlandse koninklijke onderscheiding en wordt buiten de ministeriële verantwoordelijkheid of bemoeienis van de Ministerraad door de koning als hoofd van zijn Huis verleend. Er is ook een Eremedaille voor Voortvarendheid en Vernuft.
De grote ronde medaille is gemodelleerd door de beeldhouwer Pier Pander.

## Dragers van de Medaille in Goud
- Erwin Olaf
- Hub van Doorne
- Hella S. Haasse
- Henk Wesseling
- Alexandra Radius
- Mstislav Rostropovich
- Bernard Haitink[1]
- Jos Vermunt
- Erik Zürcher[1]
- Ootje Oxenaar[2]
- Henk van Os[3]
- Hans Galjaard[4]
- Rudi Fuchs[5]
- Paul van Vliet[6]
- Peter Struycken[7]
- Jiří Kylián[8]
- Gustav Leonhardt
- Armando
- Ria van Eyk[9]

### Benoemd tijdens de regering van koning Willem-Alexander
- 2024 - Ineke Sluiter, hoogleraar Griekse taal- en letterkunde[10]
- 2023 - Erwin Olaf, Nederlands fotograaf[11]
- 2022 - André Kuipers, astronaut[12]
- 2022 - Ton Wiggers, Nederlands choreograaf[13]
- 2021 - Ed Spanjaard, Nederlands dirigent en pianist[14]
- 2018 - Pierre Audi, Frans-Libanese theaterregisseur
- 2018 - Hans van Manen, Nederlands balletdanser, choreograaf en fotograaf[15]
- 2014 - Marte Röling, Nederlands kunstenares en vormgeefster

### Benoemd tijdens de regering van koningin Beatrix
- 2012 – Irma Boom, vormgeefster van boeken[16]
- 2011 – Mw. prof. Anne van Grevenstein-Kruse, hoogleraar praktijk van conservering en restauratie; directeur Stichting Restauratie Atelier Limburg
- 2011 – Prof. dr. H.J. Lindeboom, buitengewoon hoogleraar marine ecologie
- 2010 – Frans Brüggen, blokfluitist en dirigent
- 2010 – Ria van Eyk, textielkunstenaar
- 2009 – Gustav Leonhardt, klavecinist, organist en dirigent
- 2008 – Jiri Kylián, artistiek directeur en huischoreograaf Nederlands Dans Theater
- 2008 – Peter Struycken, beeldend Kunstenaar
- 2008 – Paul van Vliet, cabaretier
- 2007 – Rudi Fuchs, kunsthistoricus en museumdirecteur
- 2007 – Prof. Hans Galjaard, hoogleraar Humane Genetica
- 2006 – Prof. dr. Henk van Os, kunsthistoricus en hoofddirecteur Rijksmuseum Amsterdam
- 2004 – Prof. dr. Henk Wesseling, hoogleraar Algemene Geschiedenis
- 2004 – Prof. drs. Adriaan van der Staay, voorzitter Sociaal en Cultureel Planbureau, bestuurslid Prins Claus Fonds
- 2004 – Prof. R.D.E Oxenaar, grafisch ontwerper
- 2001 – Dhr. J. Jessurun, bestuurslid Stichting Historische Verzamelingen en directeur van de Rijksdienst voor de Monumentenzorg
- 2000 – Prof. dr. Erik Zürcher, hoogleraar geschiedenis van Azië
- 1998 – Bernard Haitink, dirigent
- 1998 – André Volten, beeldend kunstenaar
- 1992 – Dr. S.H. Levie, kunsthistoricus en hoofddirecteur Rijksmuseum
- 1992 – Hella Haasse, letterkundige
- 1990 – Andries Copier, glaskunstenaar
- 1990 – Alexandra Radius, balletdanseres
- 1990 – Prof. dr. David de Wied, farmacoloog; voorzitter Academie van Wetenschappen
- 1989 – Mstislav Rostropovitsj, cellist en dirigent

### Benoemd tijdens de regering van koningin Wilhelmina
- 1905 – Tilly Koenen, alt
- Willem Mengelberg, dirigent[17]

## Dragers van de Medaille in Zilver
- Willem Kloos, dichter
- Cornelis Dopper, componist en dirigent
- Koninklijke Zangvereniging Mastreechter Staar

Militaire Willems-Orde · Orde van de Nederlandse Leeuw · Orde van Oranje-Nassau · Huisorde van Oranje · Huisorde van de Gouden Leeuw van Nassau · Orde van de Gouden Ark · Ridderlijke Duitsche Orde, Balije van Utrecht · Johanniter Orde in Nederland
Zie ook: Ridderorden en onderscheidingen in Nederland
Museummedaille ·
Erepenning ·
Medaille van de Maatschappij tot Redding van Drenkelingen ·
Doggersbank-medaille ·
Broeder van de Orde van de Nederlandse Leeuw ·
Antwerpsche Medaille 1832 ·
Onderscheidingsteken voor Langdurige, Eerlijke en Trouwe Dienst ·
Eremedaille voor Kunst en Wetenschap ·
Eremedaille voor Voortvarendheid en Vernuft ·
De Ruyter-medaille ·
Regeringsmedaille ·
Medaille van het Carnegie Heldenfonds ·
Medaille van Verdienste van het Nederlandse Rode Kruis ·
Medaille voor trouwe dienst van het Nederlandse Rode Kruis ·
Erkentelijkheidsmedaille 1940-1945 ·
Inhuldigingsmedaille 1948 ·
Herinneringsmedaille Luchtbescherming 1940-1945 ·
Medaille van de Noord- en Zuid-Hollandsche Redding Maatschappij ·
Zilveren Anjer · 
Cultuurfonds Onderscheiding · 
Vrijwilligersmedaille Openbare Orde en Veiligheid ·
Vaardigheidsmedaille van de Nederlandse Sport Federatie ·
Inhuldigingsmedaille 1980 ·
Herinneringsmedaille VN-Vredesoperaties ·
Herinneringsmedaille Multinationale Vredesoperaties ·
Herinneringsmedaille Internationale Missies ·
Huwelijksmedaille 2002 ·
Herinneringsmedaille Buitenlandse Bezoeken ·
Marinemedaille ·
Landmachtmedaille ·
Marechausseemedaille ·
Luchtmachtmedaille
Zie ook: Ridderorden en onderscheidingen in Nederland